# Upplands runinskrifter 1015
Stenen av gnejs står utanför Ärentuna kyrka norr om Uppsala. Bredvid står runsten U 1014. Ornamentiken på stenen är en spegelvänd amatörimitation av den på U 1014.

## Inskriften
Translitterering av runraden:
iofur ' lit ' rita ' sten [' yftiʀ · sun sin · y](r)in(k) (u)k ' iofastu · kunu · sinn
Normalisering till runsvenska:
Iofurr let retta stæin æftiʀ sun sinn Øring ok Iofastu, konu sina.
Översättning till nusvenska:
Jovur lät resa stenen efter sin son Orökja(?) och [efter] Jofasta, sin hustru.